# József Csuhay
József Csuhay (Eger, 12 luglio 1957) è un ex calciatore ungherese, di ruolo difensore.

## Carriera
Fece parte alle spedizioni mondiali del 1982 in Spagna e del 1986 in Messico.

## Palmarès

### Club

#### Competizioni nazionali
- Campionato ungherese: 2

Honved: 1987-1988, 1988-1989
- Coppa d'Ungheria: 1

Honved: 1988-1989

#### Competizioni internazionali
- Coppa Piano Karl Rappan: 2

Videoton: 1983, 1984